# Indianapolis Tennis Championships 2000 - Qualificazioni doppio
Le qualificazioni del doppio  dell'Indianapolis Tennis Championships 2000 sono state un torneo di tennis preliminare per accedere alla fase finale della manifestazione. I vincitori dell'ultimo turno sono entrati di diritto nel tabellone principale. In caso di ritiro di uno o più giocatori aventi diritto a questi sono subentrati i lucky loser, ossia i giocatori che hanno perso nell'ultimo turno ma che avevano una classifica più alta rispetto agli altri partecipanti che avevano comunque perso nel turno finale.
Le qualificazioni del doppio del torneo Indianapolis Tennis Championships 2000 prevedevano 7 coppie partecipanti di cui 2 sono entrate nel tabellone principale.

## Teste di serie
1. Jonathan Erlich /  Lior Mor (Qualificati)
2. Mark Keil /  Cecil Mamiit (primo turno)

1. Oscar Burrieza-Lopez /  Alberto Martín (ultimo turno)
2. Lionel Roux /  Sjeng Schalken (ultimo turno)

## Qualificati
1. Jonathan Erlich  /   Lior Mor

1. Nicolas Coutelot  /   Andy Ram

## Tabellone

### Legenda
| - Q = Qualificato - WC = Wild card - LL = Lucky loser | - ALT = Alternate - SE = Special Exempt - PR = Protected Ranking | - w/o = Walkover - r = Ritirato - d = Squalificato |

### Sezione 1
|  | Primo turno | Primo turno                         | Primo turno | Primo turno | Primo turno |  |  | Ultimo turno | Ultimo turno                        | Ultimo turno                        | Ultimo turno | Ultimo turno |  |
|  |             |                                     |             |             |             |  |  |              |                                     |                                     |              |              |  |
|  |             |                                     |             |             |             |  |  |              |                                     |                                     |              |              |  |
|  |             |                                     |             |             |             |  |  | 3            | Oscar Burrieza-Lopez Alberto Martín | Oscar Burrieza-Lopez Alberto Martín | 1            | 5            |  |
|  | 3           | Oscar Burrieza-Lopez Alberto Martín | 6           | 65          | 7           |  |  | 1            | Jonathan Erlich Lior Mor            | Jonathan Erlich Lior Mor            | 6            | 7            |  |
|  |             | Karim Alami Hicham Arazi            | 4           | 7           | 5           |  |  |              |                                     |                                     |              |              |  |

### Sezione 2
|  | Primo turno | Primo turno                | Primo turno | Primo turno | Primo turno |  |  | Ultimo turno | Ultimo turno               | Ultimo turno               | Ultimo turno | Ultimo turno |  |
|  |             |                            |             |             |             |  |  |              |                            |                            |              |              |  |
|  |             | Nicolas Coutelot Andy Ram  | 7           | 3           | 6           |  |  |              |                            |                            |              |              |  |
|  | 2           | Mark Keil Cecil Mamiit     | 65          | 6           | 4           |  |  |              | Nicolas Coutelot Andy Ram  | Nicolas Coutelot Andy Ram  | 7            | 7            |  |
|  | 4           | Lionel Roux Sjeng Schalken | 6           | 3           | 7           |  |  | 4            | Lionel Roux Sjeng Schalken | Lionel Roux Sjeng Schalken | 5            | 5            |  |
|  |             | Wynn Criswell Rick Witsken | 4           | 6           | 6           |  |  |              |                            |                            |              |              |  |